# Cantone di Ivry-sur-Seine
Il Cantone di Ivry-sur-Seine è una divisione amministrativa dell'Arrondissement di Créteil.
È stato istituito a seguito della riforma dei cantoni del 2014, che è entrata in vigore con le elezioni dipartimentali del 2015.

## Composizione
Comprende il solo comune di Ivry-sur-Seine.